# Vaccinium oscarlopezianum
Vaccinium oscarlopezianum är en ljungväxtart som beskrevs av Co. Vaccinium oscarlopezianum ingår i Blåbärssläktet, och familjen ljungväxter. Inga underarter finns listade i Catalogue of Life.